# 函館大學
函館大學（日語：函館大学）是位於日本北海道函館市高丘町的一所私立大學，前身為1938年成立的函館計理學校，1965年成為大學，目前擁有一個學部一個學科。簡稱為函大（Kandai）。

## 沿革
- 1938年 - 設立函館計理学校（各種學校、一年制）
- 1940年 - 改制為函館高等計理學校（乙種二年制實業學校）
- 1941年 - 設置財團法人道南學院、函館高等計理学校升格為甲種三年制實業學校
- 1946年 - 改稱函館計理商業學校
- 1948年 - 財團法人道南學院改稱財團法人野又學園
- 1951年 - 財團法人野又學園變更為學校法人野又學園
- 1965年 - 獲得許可成立函館大學商學部商學科
- 1970年 - 設立函館大學經營研究所
- 2005年 - 設立商學部英語國際商業學科
- 2010年 - 英語國際商業學科併入商學科

## 基本資料

### 組織
- 商學部
  - 商學科
    - 企業經營課程
    - 市場創造課程
    - 英語國際課程

## 相關人物

### 歷任校長
- 野又貞夫（日语：野又貞夫） - 初代理事長與初代校長（1965－1976）
- 村田喜一（日语：村田喜一） - 2代校長（1976－1980）
- 佐藤裕 - 3代校長（1980－1983）
- 和泉雄三（日语：和泉雄三） - 4代校長（1983－1987）
- 大野和雄（日语：大野和雄） - 5代校長（1987－1989）
- 河村博旨（日语：河村博旨） - 6代校長（1989－2003）
- 小笠原愈 - 7代校長（2003－2007）
- 溝田春夫 - 8代校長（2007－2015）
- 野又淳司 - 現任校長（2015－）

### 著名教職員
- 石原和昌（日语：石原和昌） - 客座教授
- 六代桂文枝（日语：桂文枝 (6代目)） - 客座教授
- 梨元勝（日语：梨元勝） - 客座教授
- 保阪正康 - 客座教授
- 山內鐵也（日语：山内鉄也） - 客座教授
- 土橋信男（日语：土橋信男） - 客座教授
- 吉野源太郎 - 客座教授

## 著名校友
- 坪谷隆寬（日语：坪谷隆寛） - 演員
- 山縣優（日语：山縣優） - 職業摔角選手
- 坂田遼 - 職業棒球選手
- 佐藤雅美（日语：佐藤まさみ） - 職業保齡球選手
- 高橋幸慈（日语：高橋幸慈） - 漫畫家
- 菊地均（日语：菊地均） - 北海商科大學（日语：北海商科大学）教授
- 湊屋稔 - 羅臼町町長
- 盛田昌彦 - 鹿部町町長
- 杉浦武 - 旭化學工業（日语：旭化学工業）社長
- 遠藤健夫 - ENCHO（日语：エンチョー）社長

## 姊妹學校
- 夏威夷太平洋大學
- 紐卡斯爾大學
- 伍爾弗漢普頓大學
- 巴斯思巴大學
- 奇切斯特大學
- 南開大學
- 中部大學
- 南開大學濱海學院
- 長榮大學

## 交通
- 函館車站搭乘函館巴士（日语：函館バス）「瀧澤町行」至「函館大學前」下車約36分鐘

## 外部連結
- 函館大学 （页面存档备份，存于） （日語）

41°47′20″N 140°48′23″E / 41.78889°N 140.80639°E